# HD 39004
HD 39004，又名BD+27 888，SAO 77625、HR 2013，是一颗恒星，视星等为5.56，位于銀經181.44，銀緯0.51，其B1900.0坐标为赤經5h 44m 39.9s，赤緯+27° 0.51′ 17″。